# Nicomia interrupta
Nicomia interrupta är en insektsart som beskrevs av Carl Stål. Nicomia interrupta ingår i släktet Nicomia och familjen hornstritar. Inga underarter finns listade i Catalogue of Life.